# Битва при Фалероні

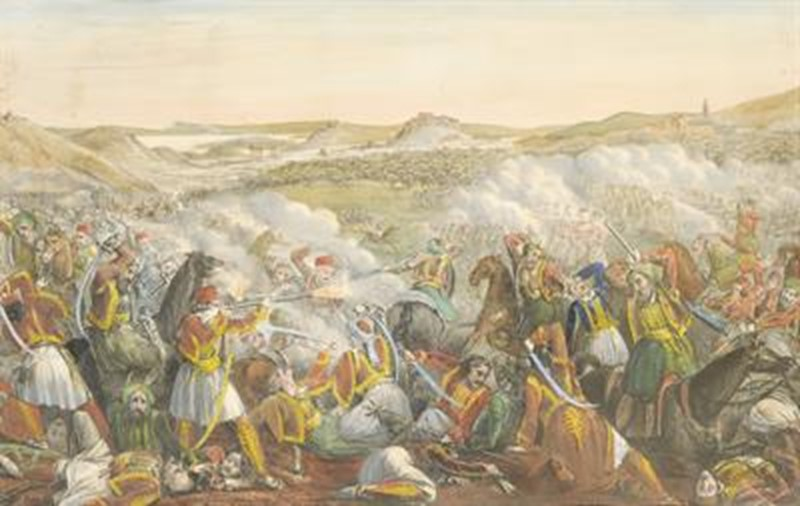
Битва при Аналатосі в1827 році

Битва при Фалероні (Битва при Аналатосі) відбулася 24 квітня (6 травня за Григоріаном) 1827 року.
Грецькі повстанці опинилися в облозі османських сил в Афінському Акрополі. Грецькі війська за містом намагалися прорвати облогу.

## Битва
Щоб прорвати облогу Акрополя, британські офіцери адмірал лорд Кокрейн і генерал Річард Черч, які командували греками, вирішили здійснити штурм турецького табору, який знаходився під командуванням Мехмеда Решида-паші.
22 квітня 1827 року Георгіос Караїскакіс, генерал Центральної Греції, був смертельно поранений в незначній сутичці з османами. Через день він помер. Його раптова смерть серйозно зашкодила моралі Греції та підбадьорила турків.
Бій розпочався 24 квітня. 3000 чоловік отримали наказ виступати вперед. Їх план полягав у тому, щоб послати ще 7000 людей, які були в Піреї, щоб напасти на османів з флангів.
Коли греки наступали з Фалерона, Решид послав кінноту для нападу на греків. Він очікував, що головний штурм відбуватиметься з Пірея, але війська з Пірея так і не прибули. Османська кіннота атакувала Рештки греків. Грецька армія була повністю знищена, а її війська розсіяні. Усі суліоти та критяни впали, 270 регулярних солдатів, 22 філелени і сотні нерегулярних військ. Внаслідок нападу кавалерії загинули грецькі отамани Іоанніс Нотарас, Георгіос Дракос, Георгіос Цавелас, Лампрос Вейкос і Тусіас Боцаріс
Загалом греки втратили близько 2000 чоловік, що було руйнівним провалом грецької революції. Битва під Фалероном стала найбільшою грецькою поразкою у війні за незалежність. Греки в Акрополі капітулювали 5 червня і були проведені французькою армією до узбережжя. Ця поразка зруйнувала грецький моральний дух, і єдиними місцями на материковій Греції, які вистояли після битви, були Мані та Нафпліон, резиденція уряду.

## Наслідки
Незабаром Великі держави, такі як Імперська Росія, Франція та Велика Британія знищили єгипетський та османський флоти в битві при Наварино.